# Caroline Smith
Caroline Smith é uma diretora de arte inglesa. Como reconhecimento, foi nomeada ao Oscar 2010 na categoria de Melhor Direção de Arte por The Imaginarium of Doctor Parnassus.